# Arcade palmaire superficielle
L'arcade palmaire superficielle (ou arcade palmaire cubitale) est un système artériel anastomotique de la paume de la main.

## Structure
L'arcade palmaire superficielle est formée principalement de l'artère ulnaire qui s'anastomose avec le rameau palmaire superficiel de l'artère radiale.
L'arc passe à travers la paume dans une courbe convexe en bas en avant des tendons des muscles fléchisseurs superficiels des doigts.
L'arcade palmaire superficielle est plus distale que l'arcade palmaire profonde et elles s'anastomosent entre elles.
L'arcade palmaire superficielle donne les quatre artères digitales palmaires communes qui descendent respectivement sur les deuxième, troisième et quatrième muscles lombricaux.

### Variations
Chez certains individus la contribution de l'artère radiale peut être absente et l'anastomose se réalise avec l'artère principale du pouce, l'artère radiale de l'index ou l'artère satellite du nerf médian.
De même la répartition des artères digitales communes et de leurs artères collatérales est sujet à variation.

## Aspect clinique
La connexion entre les arcades palmaires profonde et superficielle peut être testée à l'aide de la manœuvre d'Allen.